# Conférence épiscopale du Rwanda
La Conférence épiscopale du Rwanda est une conférence épiscopale de l’Église catholique qui rassemble les ordinaires de la hiérarchie catholique au Rwanda.
Elle est membre de l’Association des conférences épiscopales de l’Afrique centrale (ACEAC) et de fait du Symposium des conférences épiscopales d’Afrique et de Madagascar, (SECAM-SCEAM). Son président est après 2022 Antoine Kambanda.

## Membres

### Présidents
Le président de la conférence est en 2023 Antoine Kambanda, archevêque de Kigali et cardinal, depuis le 2 décembre 2022.

### Vice-présidents
Le vice-président de la conférence est en 2023 Vincent Harolimana (de), évêque de Ruhengeri (de) et vice-président de l’ACEAC, depuis le 2 décembre 2022.

### Secrétaires généraux
Le secrétaire général de la conférence est en 2023 le frère Nizigiyimana Martin, depuis mars 2018.

## Sanctuaires
La conférence n’a pas, en 2023, désigné de sanctuaire national.